# Haverslev Sogn (Jammerbugt Kommune)
 For alternative betydninger, se Haverslev Sogn. (Se også artikler, som begynder med Haverslev Sogn)
Haverslev Sogn er et sogn i Jammerbugt Provsti (Aalborg Stift).
I 1800-tallet var Skræm Sogn anneks til Haverslev Sogn. Trods annekteringen dannede Haverslev ikke sognekommune med Skræm Sogn, men med Bejstrup Sogn. Alle 3 sogne hørte til Øster Han Herred i Hjørring Amt. Haverslev-Bejstrup sognekommune blev ved kommunalreformen i 1970 indlemmet i Fjerritslev Kommune, som ved strukturreformen i 2007 indgik i Jammerbugt Kommune. 
I Haverslev Sogn ligger Haverslev Kirke.
I sognet findes følgende autoriserede stednavne:
- Andebjerg Plantage (areal)
- Bejstrup Nørrevang (bebyggelse)
- Bejstrup Søndervang (bebyggelse)
- Bonderup (bebyggelse, ejerlav)
- Bonderup Vang (bebyggelse)
- Haverslev (bebyggelse, ejerlav)
- Haverslev Vang (bebyggelse)
- Holmsø (bebyggelse, ejerlav)
- Holmsø Kær (bebyggelse)
- Kirkedal (bebyggelse)
- Kærhuse (bebyggelse)
- Lørsted (bebyggelse, ejerlav)
- Nørremarken (bebyggelse)
- Pallisvad Å (vandareal)
- Tanderup (bebyggelse, ejerlav)
- Trekroner (bebyggelse)